# Richard Egan
Richard Egan (San Francisco, Califòrnia, 29 de juliol de 1921 − Los Angeles, 20 de juliol de 1987) va ser un actor de cinema estatunidenc, en algunes pel·lícules apareix acreditat com Richard Eagan. Va morir a causa d'un càncer prostàtic.

## Biografia
Va servir en l'armada nord-americana durant la Segona Guerra Mundial com a instructor de judo. Acabada la contesa es va graduar a la universitat de San Francisco i va estudiar art dramàtic i a la fi dels quaranta apareix com figurant en la seva primera pel·lícula. Signa un contracte amb la 20th Century Fox, i comença a treballar com a secundari en alguns westerns i en pel·lícules de cinema negre i alguna comèdia.
El 1953 i amb més d'una desena de pel·lícules a l'esquena, fa el seu primer paper protagonista en La Dona Malvada de Russel Rouse. El 1954 també protagonitza la pel·lícula de ciència-ficció Gog de Herbert L. Strock, així com una pel·lícula d'aventura colonial anomenada la Patrulla Khyber de Seymour Friedman. El seu següent protagonista va ser les Set Ciutats d'Or de Robert D. Webb, pel·lícula sobre conqueridors espanyols a la recerca de llegendaris tresors, aquesta pel·lícula estava coprotagonizada per Anthony Quinn. El 1955 The view from Pompey's head de Philip Dune i el 1956 La Revolta de Mamie Stover de Raoul Walsh.
No obstant això serien dos westerns les seves pel·lícules més recordades d'aquesta etapa, Ansietat Tràgica de Chris Maquis Warren, i Love Me Tender de Robert D. Webb, coprotagonizada per Elvis Presley. A la fi dels cinquanta probablement la seva millor interpretació,  la pel·lícula de Delmer Davis, titulada A summer place, on compartia protagonisme amb Dorothy McGuire, Arthur Kennedy o Troy Donahue. El 1960 va interpretar Asuero en la pel·lícula bíblica Ester i el Rei de Raoul Walsh i Mario Baba amb Joan Collins com a protagonista femenina. Dos anys més tard seria Leonidas I de Esparta en el Leon de Esparta de Rudolph Mate sobre la Batalla de les Termòpiles. Durant la resta dels seixanta va protagonitzar diversos telefilmes i pel·lícules de poca importància. En els setanta, destacar la pel·lícula de crims el Dia dels Llops, encara que la major part de l'activitat de Egan serien sèries de televisió. El 1982 començarà a protagonitzar la sèrie Capitol, que encara estava protagonitzant quan va morir en 1987.

## Filmografia
Filmografia:
- The Damned Don't Cry (1950).
- The Killer That Stalked New York (1950).
- Bright Victory (1951).
- The Golden Horde (1951).
- Hollywood Story (1951).
- One Minute to Zero (1952).
- The Devil Makes Three (1952).
- El pirata Barbanegra (Blackbeard the Pirate) (1952).
- L'instant decisiu (Split Second) (1953).
- Wicked Woman (1953).
- Gog (1954).
- Demetri i els gladiadors (Demetrius and the Gladiators) (1954).
- Khyber Patrol (1954).
- Violent Saturday (1955).
- Untamed (1955).
- The View from Pompey's Head (1955).
- Seven Cities of Gold (1955).
- Underwater! (1955).
- Tension at Table Rock (1956).
- The Revolt of Mamie Stover (1956).
- Love Me Tender (1956).
- Slaughter on Tenth Avenue (1957).
- The Hunters (1958).
- These Thousand Hills (1959).
- A Summer Place (1959).
- Pollyanna (1960) - Doctor Edmond Chilton.
- Esther i el rei (Esther and the King) (1960).
- The 300 Spartans (1962).
- The Big Cube (1969).
- Moonfire (1970).
- Day of the Wolves (1971).
- Father Kino, Father on Horseback also Mission to Glory: A True Story (1977).
- La presa d'Amsterdam (The Amsterdam Kill) (1977)

## Premis i nominacions
Nominacions
- Globus d'Or al millor actor de TV 1965, 1966 i 1967 per Run for Your Life (1965)